# Bozsidar Iszkrenov
Bozidar Georgiev Iskrenov (bolgárul: Bozsidar Geopgiev Iszkrenov; Szófia, 1962. augusztus 1. –), becenevén Gibona (Гибона; „Gibbon”) vagy Gibi (Гиби), bolgár labdarúgó-középpályás.
A bolgár válogatott tagjaként részt vett az 1986-os labdarúgó-világbajnokságon.